# Stay Cool
Pour plus de détails, voir Fiche technique et Distribution.
Stay Cool est un film américain réalisé par Michael Polish sous le pseudonyme de « Ted Smith ». Il est sorti aux États-Unis en 2009.  

## Synopsis
Henry McCarthy, un écrivain à succès, revient dans sa ville d'origine pour y promouvoir un prix, il s'y trouve confronté entre un amour de jeunesse (Scarlet Smith) et le béguin d'une étudiante (Shasta O'Neil).

## Distribution
- Mark Polish : Henry McCarthy
- Winona Ryder : Scarlet Smith
- Hilary Duff : Shasta O'Neil
- Josh Holloway : Wino
- Sean Astin : « Big Girl »
- Chevy Chase : Marshall, le principal
- Jon Cryer : Javier
- Frances Conroy : Mme Looch
- Brian Austin Green : le narrateur

## Production
Le film a été tourné à partir de Juillet 2008 à Santa Clarita (Californie) et a été projeté pour la première fois le 23 avril 2009 au Festival du film de TriBeCa. En France, la première projection a eu lieu au Marché du film de Cannes en mai 2010.